# Barbiton
Il barbiton o barbitos (Gr: βάρβιτον o βάρβιτος; Lat. barbitus), era uno strumento musicale antico a corde, simile alla lira, noto dalle opere classiche greche e romane.
Lo strumento greco era una versione bassa della citara e apparteneva alla famiglia delle cetre, ma nel Medioevo lo stesso nome veniva utilizzato per riferirsi al barbat, uno strumento diverso che è una varietà di liuto.

## Errore nell'uso del termine
Il barbat o barbud, ha iniziato ad essere tradotto in latino come barbiton in qualche momento durante il tardo Medioevo, una pratica errata che è passata in seguito nelle altre lingue europee attraverso un uso improprio. Il barbat è uno strumento della famiglia del liuto non correlato, sviluppato in Persia, mentre il barbiton (una citara bassa) è stato sviluppato nell'Anatolia occidentale di lingua greca, dove era popolare e si è diffuso nel resto dell'Egeo.
Poiché nessuno dei due strumenti era conosciuto dai musicisti europei del tardo Medioevo (entrambi erano caduti in disuso nell'Occidente tra il periodo imperiale medio e la fine dell'Impero romano), l'errore non è stato né notato né corretto. Sembra che l'errore venga perpetuamente ripreso dalle fonti precedenti sbagliate.

## Descrizioni del barbiton dell'antica Grecia
Il barbiton era un'eccezione rara e considerata esotica nel mondo ellenico, popolare solo in Anatolia e nell'Egeo orientale. Esistono molto meno descrizioni di questo strumento rispetto alla ben nota kithara e alcune raffigurazioni su vasi dipinti sono state realizzate da pittori e scultori che potrebbero averne avuto solo raramente un'esperienza diretta. Di conseguenza, gli etnomusicologi faticano a districarsi tra i pochi testi disponibili, le pitture sui vasi e le sculture.